# Marco Rovelli
Marco Rovelli (Massa, 11 giugno 1969) è uno scrittore e musicista italiano.

## Biografia
È docente di Storia e filosofia nella scuola secondaria. Esordisce come scrittore con il libro di poesie Corpo esposto, pubblicato nel 2004; giunge alla notorietà nel 2006, con il libro Lager italiani, un "reportage narrativo" interamente dedicato ai centri di permanenza temporanea (CPT), raccontati attraverso le storie di coloro che vi sono stati reclusi e analizzati dal punto di vista politico e filosofico.
Nel 2008 ha pubblicato Lavorare uccide, un nuovo reportage narrativo dedicato ad un'analisi critica del fenomeno delle morti sul lavoro in Italia. Nel 2009 ha pubblicato Servi, il racconto di un viaggio nei luoghi e nelle storie dei clandestini al lavoro. Sempre nel 2009 ha pubblicato il secondo libro di poesie, L'inappartenenza. Nel 2012 ha pubblicato Il contro in testa e il romanzo La parte del fuoco (quest'ultimo uscito nella collana curata per Barbès dal critico Andrea Cortellessa, successivamente ripubblicato, in una nuova edizione, da TerraRossa). Nel 2013 è uscito La meravigliosa vita di Jovica Jovic, scritto insieme a Moni Ovadia. Nel 2015 è uscito per Laterza Eravamo come voi, racconti di storie partigiane. Nel 2016 pubblica La guerriera dagli occhi verdi, un romanzo non-fiction sulla vita di una guerrigliera curda, preparato con un viaggio tra i guerriglieri curdi; successivamente pubblica altri due romanzi biografici, Il tempo delle ciliegie dedicato alla vita di Louise Michel e Siamo noi a far ricca la terra dedicato a Claudio Lolli. Nel frattempo si dedica allo studio della connessione tra fenomeni psichici e fenomeni sociali: pubblica nel 2023 il saggio Soffro dunque siamo. Il disagio psichico nella società degli individui, e nel 2025 il saggio Non siamo capolavori. Il disagio e il dissenso degli adolescenti.
Suoi racconti e reportage sono apparsi su diverse riviste, tra cui Nuovi Argomenti. Collabora con il manifesto e con doppiozero. Ha fatto parte della redazione della rivista online Nazione Indiana.
Come musicista, dopo l'esperienza col gruppo degli Swan Crash, l'affermazione di Marco Rovelli come cantante è legata alla vicenda musicale dei Les Anarchistes, gruppo vincitore, fra le altre cose, del premio Ciampi 2002 per il miglior album d'esordio. Oltre che come cantante, la figura di Marco Rovelli si afferma all'interno del gruppo (che spesso ha rivisitato antichi canti della tradizione anarchica e popolare italiana) anche come autore delle canzoni. Nel 2007 ha lasciato il vecchio gruppo e ha iniziato un percorso come solista. Nel 2009 ha pubblicato il primo album a proprio nome, libertAria: nell'album ci sono canzoni scritte insieme a Erri De Luca, Maurizio Maggiani e Wu Ming 2, e al quale hanno collaborato Yo Yo Mundi e Daniele Sepe. A Rovelli è stato assegnato il Premio Fuori dal controllo 2009 nell'ambito del Meeting Etichette Indipendenti. Nel 2015 ha pubblicato l'album solista Tutto inizia sempre, candidato alla targa Tenco. Nel 2018 esce l’album Bella una serpe con le spoglie d’oro. Omaggio a Caterina Bueno, rivisitazioni di canti popolari toscani, finalista alla targa Tenco, secondo classificato nella cinquina. Nel 2020 pubblica Portami al confine, un album più elettrico, con la copertina di Alfredo Jaar. Nel 2023 idea e cura l'album collettivo Nella notte ci guidano le stelle. Canti per la Resistenza, con molti musicisti chiamati a incidere una canzone cantata dai partigiani o dedicata alla Resistenza (Vinicio Capossela, Marlene Kuntz, Pierpaolo Capovilla, Ardecore, Paolo Benvegnù, Petra Magoni e molti altri); l'album vince la targa Tenco per il miglior album a progetto. Nello stesso anno pubblica con Paolo Monti l'album Concerto d'amore canti popolari d'amore rivisitati in chiave elettrica, con molte collaborazioni di voci femminili e di musicisti, tra cui Lee Ranaldo dei Sonic Youth e Fausta Vetere. Nel 2024 esce il discolibro l'attesa: ogni canzone del disco è legata a un concetto "etico" sul quale l'autore dialoga con intellettuali e artisti (Maria Grazia Calandrone, Antonio Moresco, Vittorio Gallese, Miguel Benasayag, Armando Punzo, Bifo, Silvia Federici, Felice Cimatti, Ubaldo Fadini, Peppe Dell'Acqua, Alessandro Portelli).
In campo teatrale, dal libro Servi Marco Rovelli ha tratto, nel 2009, un omonimo "racconto teatrale e musicale" che lo ha visto in scena insieme a Mohamed Ba, per la regia di Renato Sarti del Teatro della Cooperativa. Nel 2011 ha scritto un nuovo racconto teatrale e musicale, Homo Migrans, diretto ancora da Renato Sarti: in scena, insieme a Rovelli, Moni Ovadia, Mohamed Ba, il maestro di fisarmonica cromatica rom serbo Jovica Jovic. Nel 2014, La leggera. L'anima della Toscana popolare in canto, teatro-canzone sulla cultura popolare toscana ispirata alle storie e alle canzoni di Caterina Bueno, Carlo Monni, Altamante Logli.

## Opere letterarie
- Corpo esposto, Memoranda, 2004 [poesia].
- Lager italiani, BUR, 2006 [reportage narrativo].
- Lavorare uccide, BUR, 2008 [reportage narrativo].
- Con il nome di mio figlio. Dialoghi con Haidi Giuliani, Transeuropa, 2009; riedito in nuova edizione da Prospero, 2022 [dialogo].
- L'inappartenenza, Transeuropa, 2009 [poesia].
- Servi, Feltrinelli, 2009 [reportage narrativo].
- L'assedio (ebook), Feltrinelli, 2012 [reportage narrativo].
- Il contro in testa, Laterza, 2012 [reportage narrativo].
- La parte del fuoco, Barbès, 2012; riedito, in una nuova versione, da TerraRossa, 2020 [romanzo].
- La meravigliosa vita di Jovica Jovic, Feltrinelli, 2013 [biografia-romanzo, con Moni Ovadia].
- Eravamo come voi, Laterza, 2015 [racconti storici].
- La guerriera dagli occhi verdi, Giunti, 2016 [romanzo storico-biografico].
- Cirque de la solitude, Papero editore, 2016 [racconti].
- Il tempo delle ciliegie, Eleuthera, 2018 [romanzo storico-biografico].
- Cirque, Arcipelago Itaca, 2018 [poesia].
- Siamo noi a far ricca la terra. Romanzo di Claudio Lolli e dei suoi mondi, minimum fax, 2021 [biografia-romanzo].
- La doppia presenza, Arkadia, 2022 [romanzo].
- Soffro dunque siamo. Il disagio psichico nella società degli individui, minimum fax, 2023 [saggio].
- L'attesa (discolibro), L'innominabile editore, 2024 [dialoghi].
- Non siamo capolavori. Il disagio e il dissenso degli adolescenti, Laterza, 2025 [saggio].

###### Curatele
- Sacrifices, Stampa Alternativa, 2003; prefazione, cura e traduzione del testo di Georges Bataille [filosofia].
- [con Giulio Milani] I persecutori, Transeuropa, 2007 [antologia di narratori].
- [con Sonia Cortopassi] La sinfonia della natura. Le parole di Mèlosmente, Tarka, 2023 [atti].
- [con Sonia Cortopassi] Il suono delle relazioni. Le parole di Mèlosmente, Tarka, 2024 [atti].

## Discografia
con Les Anarchistes:
- 2002 - Figli di origine oscura (Storie di note, SDN 026)
- 2005 - La musica nelle strade! (Storie di note, SDN 046)

come solista:
- 2009 - libertAria (Corasong)
- 2015 - Tutto inizia sempre (Materiali sonori)
- 2018 - Bella una serpe con le spoglie d’oro. Omaggio a Caterina Bueno (Squilibri)
- 2020 - Portami al confine (Squilibri)
- 2025 - l'attesa (l'Innominabile editore)

Marco Rovelli & Paolo Monti:
- 2023 - Concerto d'amore (Dischi Bervisti)

curatele:
- 2023 - Nella notte ci guidano le stelle. Canti per la Resistenza (Squilibri) - targa Tenco come.miglior album a progetto

collaborazioni:
- 2004 - Il parto (Storie di Note) di Il Parto delle Nuvole Pesanti, voce in L'imperatore
- 2008 - Album rosso (Sciopero Records) di Yo Yo Mundi, voce in Anarcobaleno
- 2018 - La febbre incendiaria (RadiciMusic Records) di Marco Cantini, voce in L'anarchia